# Heinrich I. von Rosenberg

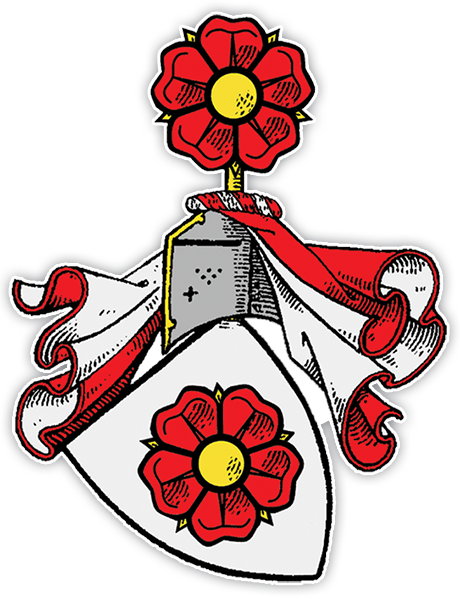
Wappen von Rosenberg

Heinrich I. von Rosenberg (tschechisch Jindřich I. z Rožmberka; † 4. Juli 1310 in Prag) war ab 1301 Oberstkämmerer des Königreichs Böhmen Er entstammte dem witigonischen Familienzweig der Rosenberger.

## Leben
Heinrichs Eltern waren Wok von Rosenberg und Hedwig von Schaunberg. Heinrichs Bruder war Witiko VI. von Rosenberg († 1277). Heinrich ist erstmals am 19. März 1272 nachgewiesen, als er und sein Bruder dem Kloster Hohenfurt das Patronat über die Kirche von Raabs an der Thaya übertrugen, was vom Burggrafen der Burg Rosenberg, Benesch von Harachy (Beneš z Harachu/Horachu) und dessen zwei Brüdern bezeugt wurde. Im Jahre 1278 zog er mit dem Heer von König Ottokar II. Přemysl nach Österreich. Mit einer am 12. November 1281 in Rosenberg ausgestellten Urkunde tauschte er drei andere Dörfer wieder gegen das Dorf Sonnberg ein. Nach der Niederlage in der Schlacht auf dem Marchfeld musste er mit einer am 26. März 1282 in Wien unterzeichneten Urkunde die Burg Raabs an der Thaya mit Umland, an Herzog Albrecht von Habsburg abtreten und ihm gleichzeitig Beistand gegen jedermann (ausgenommen die Witigonen) versprechen. 1279 und 1281 beschenkte er das Kloster Vyšší Brod. 1285 verkaufte er Neveklov an das Prager Kloster Zderaz.
In den politischen Auseinandersetzungen nach dem Tod des böhmischen Königs Ottokar II. Přemysl unterstützte Heinrich zunächst Zawisch von Falkenstein, der dem Krumauer Familienzweig der Witigonen entstammte. Nach Zawischs Gefangennahme 1289 söhnte sich Heinrich mit dem König Wenzel II. aus. Dieser ernannte ihn am 6. Januar 1301 zum Oberstkämmerer des Königreichs Böhmen.
Nach dem Tod des letzten Witigonen aus der Krumauer Linie, Wok von Krumau, fielen dessen Besitzungen zunächst als erledigtes Lehen an König Wenzel. Dieser schenkte sie noch im selben Jahr an seinen Oberstkämmerer Heinrich I. von Rosenberg. Nachfolgend verlegte Heinrich seine Residenz von der Burg Rosenberg nach Krumau auf die Burg Krumlau, wo seine Nachkommen weitere drei Jahrhunderte residierten.
In dem Thronfolgestreit nach dem Tod des letzten Přemysliden König Wenzel II. 1306 zwischen Heinrich von Kärnten und dem Habsburger Rudolf I. unterstützte Heinrich zusammen mit anderen böhmischen Adeligen den Kandidaten Rudolf I., der 1306 König von Böhmen wurde. Als Belohnung für seine Unterstützung verlangte Heinrich die Rückgabe der Burg Raabs, die König Ottokar II. Přemysl 1260 seinem Vater geschenkt hatte. Da jedoch Raabs inzwischen anderweitig verpfändet worden war, erhielt Heinrich für eine befristete Zeit die Königsburg Zvíkov als Pfand. Auch diese konnte er nicht in Besitz nehmen, da sie von Bavor III. von Strakonitz, einem Gegner des neuen böhmischen Königs, belagert wurde. Erst nach dem Tod König Rudolfs I. 1307, nachdem Heinrich von Kärnten zu dessen Nachfolger gewählt worden war, gelangte die Burg Zvíkov in den Besitz Heinrichs.
Am 26. Juli 1307 tauschte Heinrich mit dem Prager Bischof Johann IV. von Dražice die bischöflichen Dörfer Sepekov, Radimovice und Čelkovice gegen die Rosenberger Herrschaften Křivsoudov und Herálec. Heinrich starb am 4. Juli 1310 auf der Prager Burg. Sein Leichnam wurde in der Familiengruft in der Klosterkirche von Hohenfurth beigesetzt.

## Familie
Heinrich I. von Rosenberg war mit Elisabeth von Dobruška (Eliška z Dobrušky) verheiratet, die am 22. Januar 1307 starb. Der Ehe entstammten die Kinder
- Peter I. von Rosenberg (1291–1347)
- Johanna († 1317), verheiratet mit Beneš von Michalovice
- Margarete/Markéta († 1357), verheiratet mit Bavor III. von Strakonice († 1317)
- Agnes/Anežka, verheiratet mit Pertold von Leipa
- N. N. († ~ 1344), verheiratet mit Wok II. von Krawarn († 1327)